# Генератор документации
Генератор документации — программа или пакет программ, позволяющая получать документацию, предназначенную для программистов (документация на API) и/или для конечных пользователей системы, по особым образом комментированному исходному коду и, в некоторых случаях, по исполняемым модулям (полученным на выходе компилятора).
Обычно генератор анализирует исходный код программы, выделяя синтаксические конструкции, соответствующие значимым объектам программы (типам, классам и их членам/свойствам/методам, процедурам/функциям и т. п.). В ходе анализа также используется мета-информация об объектах программы, представленная в виде документирующих комментариев. На основе всей собранной информации формируется готовая документация, как правило, в одном из общепринятых форматов — HTML, HTMLHelp, PDF, RTF и других.

## Документирующие комментарии
Документирующий комментарий — это особым образом оформленный комментарий к объекту программы, предназначенный для использования каким-либо конкретным генератором документации. От того, какой генератор документации применяется, зависит синтаксис конструкций, используемых в документирующих комментариях.
В документирующих комментариях может содержаться информация об авторе кода, описываться назначение объекта программы, смысл входных и выходных параметров — для функции/процедуры, примеры использования, возможные исключительные ситуации, особенности реализации.
Документирующие комментарии, как правило, оформляются как многострочные комментарии в стиле языка Си. В каждом случае комментарий должен находиться перед документируемым элементом. Первым символом в комментарии (и в начале строк комментария) должен быть *. Блоки разделяются пустыми строками.
Пример документирующего комментария на языке PHP:
```
/**

* Имя или краткое описание объекта

* 

* Развернутое описание

* 

* @имя_дескриптора значение

* @return тип_данных

*/

```

| Список дескрипторов phpDocumentor | Список дескрипторов phpDocumentor        | Список дескрипторов phpDocumentor |
| Дескриптор | Описание                                 | Пример |
| --- | ---------------------------------------- | --- |
| @author | Автор                                    | /** * Sample File 2, phpDocumentor Quickstart * * Файл из документации к phpDocumentor * демонстрирующий способы комментирования. * @author Greg Beaver <cellog@php.net> * @version 1.0 * @package sample * @subpackage classes */ |
| @version | Версия кода                              | /** * Sample File 2, phpDocumentor Quickstart * * Файл из документации к phpDocumentor * демонстрирующий способы комментирования. * @author Greg Beaver <cellog@php.net> * @version 1.0 * @package sample * @subpackage classes */ |
| @package | Указывает пакет к которому относится код | /** * Sample File 2, phpDocumentor Quickstart * * Файл из документации к phpDocumentor * демонстрирующий способы комментирования. * @author Greg Beaver <cellog@php.net> * @version 1.0 * @package sample * @subpackage classes */ |
| @subpackage | Указывает подпакет                       | /** * Sample File 2, phpDocumentor Quickstart * * Файл из документации к phpDocumentor * демонстрирующий способы комментирования. * @author Greg Beaver <cellog@php.net> * @version 1.0 * @package sample * @subpackage classes */ |
| @global | Описание глобальных переменных           | /** * DocBlock для глобальной переменной * @global integer $GLOBALS['myvar'] далее идет функция с с глобальной переменной * или глобальная переменная, в этом случае необходимо указать ее имя * @name $myvar */ $GLOBALS['myvar'] = 6;                                                                                                |
| @name | Имя, метка                               | /** * DocBlock для глобальной переменной * @global integer $GLOBALS['myvar'] далее идет функция с с глобальной переменной * или глобальная переменная, в этом случае необходимо указать ее имя * @name $myvar */ $GLOBALS['myvar'] = 6;                                                                                                |
| @staticvar | Описание статических переменных          | /** * @staticvar integer $staticvar * @return возвращает целое значение */ |
| @return | Описание возвращаемого значения          | /** * @staticvar integer $staticvar * @return возвращает целое значение */ |
| @todo | Заметки для последующей реализации.      | /** * DocBlock с вложенными списками * @todo Простой TODO список * - item 1 * - item 2 * - item 3 * @todo Вложенный TODO список * <ol> * <li>item 1.0</li> * <li>item 2.0</li> * <ol> * <li>item 2.1</li> * <li>item 2.2</li> * </ol> * <li>item 3.0</li> * </ol> */                                                                   |
| @link | Ссылка                                   | /** * Это пример {@link http://www.example.com встроенной гиперссылки} */ |
| @deprecated (@deprec) | Описание устаревшего блока               | /** * @deprecated описание * @deprec синоним для deprecated */ |
| @example | Пример                                   | /** * @abstract * @access public или private * @copyright Имя дата * @example /path/to/example * @ignore * @internal закрытая информация для специалистов * @param тип [$varname] описание входного параметра * @return тип описание возвращаемого значения * @see имя другого элемента (ссылка) * @since версия или дата * @static */ |
| @see | Ссылка на другое место в документации    | /** * @abstract * @access public или private * @copyright Имя дата * @example /path/to/example * @ignore * @internal закрытая информация для специалистов * @param тип [$varname] описание входного параметра * @return тип описание возвращаемого значения * @see имя другого элемента (ссылка) * @since версия или дата * @static */ |
| Другие дескрипторы |                                          | |
| @copyright · @license · @filesource · @category · @since · @abstract · @access · @example · @ignore · @internal · @static · @throws · @uses · @tutorial |                                          | |

Пример документирующего комментария к функции в программе на Java, предназначенного для использования Javadoc:
```
 
/**

  * Проверяет, допустимый ли ход.

  * Например, чтобы задать ход e2-e4, напишите isValidMove(5,2,5,4);

  * @author John Doe

  * @param theFromFile Вертикаль, на которой находится фигура (1=a, 8=h)

  * @param theFromRank Горизонталь, на которой находится фигура (1...8)

  * @param theToFile   Вертикаль клетки, на которую выполняется ход (1=a, 8=h)

  * @param theToRank   Горизонталь клетки, на которую выполняется ход (1...8)

  * @return true, если ход допустим, и false, если недопустим

  */

  
boolean
 
isValidMove
(
int
 
theFromFile
,
 
int
 
theFromRank
,
 
int
 
theToFile
,
 
int
 
theToRank
)

  
{

      
.
 
.
 
.

  
}

```

## Популярные генераторы документации
Примеры для разных языков и сред программирования:
- Doc-O-Matic[англ.];
- Document! X предназначен для программ на языке VB6, языках: VB.NET/C#/Visual C++ .NET (.NET Framework 1.0, 1.1 и 2.0), COM-компонентов, баз данных Access, Microsoft SQL Server и Oracle, XML Schema и других языках описания XML;
- Doxygen — языках: C++, Си, Objective-C, Java, IDL, PHP, C#, Фортран, VHDL, Python и, частично, D;
- Epydoc — языке Python;
- Javadoc — языке Java;
- JSDoc — языке JavaScript;
- HappyDoc[1] — языке Python;
- PasDoc[2] — языке Delphi/Pascal;
- perldoc[3] — языке Perl (включен в стандартный дистрибутив);
- PhpDocumentor и PHPDoc (адаптация Javadoc для использования с PHP) — языке PHP;
- POD (англ.);
- RDoc[4] — языке Ruby;
- ROBODoc[5];
- TwinText (англ.);
- NDoc[6] — языках C#, VB.NET и других языках платформы .NET;
- Sandcastle — для C#, VB.NET и других языков платформы .NET;
- Sphinx — языке Python[7];
- VBdocman[8] — языке VB6;
- VSdocman (ранее VBdocman .NET) — языков VB.NET и C#;
- WEB / CWEB[9];
- XHelpGen — языке Delphi (входит в состав библиотеки KOL/MCK).
- PHPDox — проекты PHP.